# Dutch Open Swim Cup 2007
De Dutch Open Swim Cup 2007 is een internationale zwemwedstrijd die gehouden werd van 6 tot en met 9 december 2007 in Nationaal Zwemcentrum de Tongelreep in Eindhoven. De wedstrijden vonden plaats in een 50 meterbad.
Het Nederlandse estafetteteam verbetert tijdens de Dutch Open Swim Cup in Eindhoven het wereldrecord op de 4×100 meter vrije slag. Hinkelien Schreuder, Femke Heemskerk, Ranomi Kromowidjojo en Marleen Veldhuis duiken bijna 2,5 seconde onder de oude recordtijd, die ook in Nederlandse handen was, en komen uit op 3.30,85.
Pieter van den Hoogenband wordt tweede na Brent Hayden op de 100m. vrij.

## Podia

### Mannen
| Onderdeel   | Goud                                | Goud     | Zilver                               | Zilver   | Brons                               | Brons    |
| ----------- | ----------------------------------- | -------- | ------------------------------------ | -------- | ----------------------------------- | -------- |
| Vrije slag  |                                     |          |                                      |          |                                     |          |
| 50 m        | Brent Hayden Canada                 | 22.23    | Duje Draganja Kroatië                | 22.38    | Pieter van den Hoogenband Nederland | 22.51    |
| 100 m       | Brent Hayden Canada                 | 48.67    | Pieter van den Hoogenband Nederland  | 48.78    | Mitja Zastrow Nederland             | 49.77    |
| 200 m       | Pieter van den Hoogenband Nederland | 1:46.46  | Romans Miloslavskis Letland          | 1:48.85  | Brent Hayden Canada                 | 1:49.08  |
| 400 m       | Ryan Cochrane Canada                | 3:50.78  | David Carry Verenigd Koninkrijk      | 3:51.55  | Dean Milwain Verenigd Koninkrijk    | 3:52.27  |
| 800 m       | Luka Turk Slovenië                  | 8:01.62  | Michael Unsworth Verenigd Koninkrijk | 8:04.15  | Dragoș Coman Roemenië               | 8:05.38  |
| 1500 m      | Ryan Cochrane Canada                | 15:10.83 | Thomas Lurz Duitsland                | 15:11.12 | Tom Vangeneugden België             | 15:15.93 |
| Rugslag     |                                     |          |                                      |          |                                     |          |
| 50 m        | Randall Bal Verenigde Staten        | 24.84    | Guy Barnea Israël                    | 25.90    | Nick Driebergen Nederland           | 26.03    |
| 100 m       | Randall Bal Verenigde Staten        | 53.54    | Helge Meeuw Duitsland                | 54.22    | Nick Driebergen Nederland           | 55.66    |
| 200 m       | Helge Meeuw Duitsland               | 1:58.59  | Keith Beavers Canada                 | 1:59.76  | Nick Driebergen Nederland           | 2:00.67  |
| Schoolslag  |                                     |          |                                      |          |                                     |          |
| 50 m        | Darren Mew Verenigd Koninkrijk      | 28.13    | Lennart Stekelenburg Nederland       | 28.18    | Mathieu Bois Canada                 | 28.44    |
| 100 m       | Matjaz Markic Slovenië              | 1:01.49  | Mathieu Bois Canada                  | 1:01.60  | Emil Tahirovic Slovenië             | 1:01.70  |
| 200 m       | Robin van Aggele Nederland          | 2:14.56  | Andreas Losel Duitsland              | 2:14.93  | Carlos Esteves de Almeida Portugal  | 2:15.00  |
| Vlinderslag |                                     |          |                                      |          |                                     |          |
| 50 m        | Joe Bartoch Canada                  | 24.34    | Bastiaan Tamminga Nederland          | 24.35    | Joeri Verlinden Nederland           | 24.55    |
| 100 m       | Simao Gomes Morgado Portugal        | 53.89    | Joe Bartoch Canada                   | 53.99    | Joeri Verlinden Nederland           | 54.03    |
| 200 m       | Mathieu Fonteyn België              | 1:59.31  | Stefan Hirniak Canada                | 2:00.31  | Joeri Verlinden Nederland           | 2:00.63  |
| Wisselslag  |                                     |          |                                      |          |                                     |          |
| 200 m       | Robin van Aggele Nederland          | 2:02.20  | Brian Johns Canada                   | 2:03.00  | Carlos Esteves de Almeida Portugal  | 2:03.32  |
| 400 m       | Keith Beavers Canada                | 4:19.53  | Carlos Esteves de Almeida Portugal   | 4:24.58  | Lewis Smith Verenigd Koninkrijk     | 4:24.63  |

### Vrouwen
| Onderdeel   | Goud                              | Goud     | Zilver                                         | Zilver   | Brons                               | Brons    |
| ----------- | --------------------------------- | -------- | ---------------------------------------------- | -------- | ----------------------------------- | -------- |
| Vrije slag  |                                   |          |                                                |          |                                     |          |
| 50 m        | Marleen Veldhuis Nederland        | 24.30    | Hinkelien Schreuder Nederland                  | 24.94    | Ranomi Kromowidjojo Nederland       | 25.17    |
| 100 m       | Marleen Veldhuis Nederland        | 53.58 NR | Ranomi Kromowidjojo Nederland                  | 54.93    | Petra Dallmann Duitsland            | 55.23    |
| 200 m       | Inge Dekker Nederland             | 1:58.63  | Annika Lurz Duitsland                          | 1:59.13  | Petra Dallmann Duitsland            | 1:59.65  |
| 400 m       | Ionela Cozma Roemenië             | 4:12.72  | Hannah Miley Verenigd Koninkrijk               | 4:13.60  | Tanya Hunks Canada                  | 4:15.88  |
| 800 m       | Ionela Cozma Roemenië             | 8:38.44  | Tanya Hunks Canada                             | 8:43.53  | Rebecca Cooke Verenigd Koninkrijk   | 8:46.56  |
| 1.500 m     | Ionela Cozma Roemenië             | 16:31.17 | Rebecca Cooke Verenigd Koninkrijk              | 16:36.70 | Swann Oberson Zwitserland           | 16:58.84 |
| Rugslag     |                                   |          |                                                |          |                                     |          |
| 50 m        | Mercedes Peris Spanje             | 28.94    | Georgia Davies Verenigd Koninkrijk             | 29.70    | Silke van Hoof België               | 29.96    |
| 100 m       | Katy Sexton Verenigd Koninkrijk   | 1:01.79  | Nina Zjivanevskaja Spanje                      | 1:02.37  | Mercedes Peris Minguet Spanje       | 1:03.24  |
| 200 m       | Sophie Casson Verenigd Koninkrijk | 2:16.25  | Kelly Stefanyshyn Canada                       | 2:16.71  | Caitlin Meredith Canada             | 2:16.89  |
| Schoolslag  |                                   |          |                                                |          |                                     |          |
| 50 m        | Annamay Pierse Canada             | 31.57    | Simone Weiler Duitsland                        | 31.92    | Moniek Nijhuis Nederland            | 32.03    |
| 100 m       | Annamay Pierse Canada             | 1:08.53  | Simone Weiler Duitsland                        | 1:09.73  | Elise Matthysen België              | 1:10.10  |
| 200 m       | Annamay Pierse Canada             | 2:25.22  | Joline Höstman Zweden                          | 2:31.31  | Emma Bird Verenigd Koninkrijk       | 2:33.17  |
| Vlinderslag |                                   |          |                                                |          |                                     |          |
| 50 m        | Hinkelien Schreuder Nederland     | 26.43    | Fabienne Nadarajah Oostenrijk Amit Ivry Israël | 26.94    |                                     |          |
| 100 m       | Inge Dekker Nederland             | 58.88    | Chantal Groot Nederland                        | 59.67    | Annika Mehlhorn Duitsland           | 59.75    |
| 200 m       | Annika Mehlhorn Duitsland         | 2:11.05  | Nina Schiffer Duitsland                        | 2:13.75  | Tanya Hunks Canada                  | 2:14.94  |
| Wisselslag  |                                   |          |                                                |          |                                     |          |
| 200 m       | Hannah Miley Verenigd Koninkrijk  | 2:14.20  | Annamay Pierse Canada                          | 2:14.62  | Femke Heemskerk Nederland           | 2:16.78  |
| 400 m       | Hannah Miley Verenigd Koninkrijk  | 4:39.77  | Tanya Hunks Canada                             | 4:48.31  | Keri-Anne Payne Verenigd Koninkrijk | 4:50.45  |